# Евангелие от Варнавы
Евангелие от Варнавы — апокриф, написанный от имени апостола Варнавы и повествующий о жизни Иисуса. Два манускрипта с этим текстом были обнаружены в начале XVIII века. Полное название книги: «Истинное Евангелие об Иисусе, называемом Христом, новом пророке, посланном Богом в мир, по описанию Варнавы, Его апостола». Этот текст не следует путать с раннехристианской рукописью «Послание Варнавы».
По единодушному мнению независимых исследователей, «Евангелие от Варнавы» является средневековой подделкой, примерно XV века, написанной с мусульманской точки зрения (псевдоапокрифом), см. подробное обоснование такого вывода в разделе настоящей статьи «Научное исследование документа».
Тем не менее, исследование «Евангелия от Варнавы» и споры о нём не прекращаются. Дискуссия об этом тексте особенно активизировалась с 1980-х годов, представляя важную составную часть христианско-исламского диалога. Мусульманские апологеты «Евангелия от Варнавы» утверждают, что только в нём содержится правдивый рассказ о миссии Иисуса, а все канонические Евангелия «испорчены» приверженцами апостола Павла. Однако «Евангелие от Варнавы» содержит также ряд утверждений, прямо противоречащих Корану и исламской традиции.
В феврале 2012 года турецкие СМИ широко распространили сообщения, что найден оригинальный древний текст «Евангелия от Варнавы», в котором Иисус предсказывает приход пророка Мухаммеда. Эта кампания вызвала новый всемирный всплеск интереса к «Евангелию от Варнавы» (десятки тысяч упоминаний в Интернете за февраль 2012) и новые попытки использовать его в межрелигиозном противостоянии.

## Апостол Варнава и его Евангелие

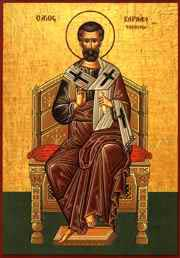
Апостол Варнава (греческая икона)

Апостол Варнава, родом с острова Кипр, упоминается в Новом Завете как один из 70 учеников Иисуса (Деян. 14:14). Он участвовал в обращении апостола Павла (Деян. 9:27 и 11:25), путешествовал вместе с ним и с евангелистом Иоанном-Марком. Погиб около 76 года. Ему приписываются два раннехристианских текста: «Послание Варнавы» и «Деяния Варнавы».
Некий древний апокриф под названием «Евангелие от Варнавы», вероятно, действительно существовал — он упоминается в следующих древних документах:
1. декрет Папы Римского Геласия (конец V века) «О книгах принимаемых и отвергаемых». В нём под номером 10 в списке «Книги, которые нами не принимаются» записано «Евангелие под именем Варнавы, апокрифическое»[6];
2. рукопись «Список шестидесяти канонических книг» (VII век);
3. «Изборник Святослава» (1073 год)[7].

О содержании этого апокрифа никаких сведений не сохранилось, и начиная с XII века он нигде не упоминается. Нет также ни одного свидетельства, что древнее «Евангелие от Варнавы» имеет какую-либо связь с найденным в XVIII веке.

## Текстология

### Происхождение текста

Страница из итальянского манускрипта

Существуют два источника «Евангелия от Варнавы». Первый был обнаружен в 1709 году; он написан на итальянском языке и датируется концом XVI века, хранится в Венской национальной библиотеке (cod. 2 662). На полях рукописи многочисленные пометки на арабском языке. Вторая копия написана по-испански и содержит ряд пропусков (отсутствуют главы 121—200); она датируется примерно тем же периодом. Оригинал её был вначале утерян, но в 1976 году обнаружен в Австралии. Испанская версия, в отличие от итальянской, содержит предисловие с краткой историей рукописи: некто фра Марино якобы нашёл эту рукопись в личной библиотеке Папы Сикста V, а по прочтении её решил тайно перейти в ислам и сохранить документ для потомков. Там же сообщается, что испанский текст переведён с итальянского арагонским мусульманином Мустафой де Аранда.
Отметим, что первое упоминание о «Евангелии от Варнавы» обнаружено в тунисской рукописи, датируемой примерно 1630-м годом; судя по контексту, это тот же псевдоапокриф, копия которого обнаружена в 1709 году. Востоковед Джордж Сэйл (George Sale), автор классического английского перевода Корана (1734), писал в предисловии к этому переводу, что у мусульман есть евангелие, приписываемое святому Варнаве, на арабском и испанском языках.
Первое научное издание «Евангелия от Варнавы», с обширным текстологическим анализом, опубликовали Лонсдейл и Лора Рэгг в Оксфорде (1907). В 1908 году книга появилась в арабском переводе. Затем появились её переводы на урду, персидский и другие языки мира. До середины XX века «Евангелие от Варнавы» не пользовалось широкой популярностью, однако позднее оно стало активно использоваться в межконфессиональной полемике.
В 2005 году книга вышла в полном русском переводе, который переиздан в 2007 году. Перевод (с английского) выполнила Д. Арибжанова. В предисловии к этой книге Мукаддас-хазрат Бибарсов (муфтий Саратовской области и сопредседатель Совета муфтиев России), от имени Духовного управления мусульман Поволжья, пишет:

Книга является полезной в научных и религиоведческих целях <…> Однако <…> в ней содержатся также и положения, не соответствующие Исламу. Исходя из этого, данная книга может быть полезной для научного познания и изучения истории религий, но не может служить руководством для следования нормам шариата.
Перевод содержит комментарии, в которых отмечен ряд неприемлемых и ошибочных, с точки зрения исламской традиции, мест текста «Евангелия от Варнавы». Этот аспект подробно освещён ниже, в  разделе Несоответствие исламской традиции.

### Содержание текста
«Евангелие от Варнавы» — довольно объёмный текст, состоящий из 222 коротких глав. Автор именует свою книгу «истинным Евангелием», противопоставляя её всем остальным, «искажённым». Варнава, от лица которого ведётся повествование, объявлен в книге одним из 12 апостолов (глава 14) — вместо апостола Фомы, который в тексте вообще не упоминается.
Сюжетная схема «Евангелия от Варнавы» во многом сходна с традиционной. В первых главах описаны Благовещение, рождение Иисуса, избиение младенцев, бегство в Египет и возвращение в Назарет. Как и в канонических Евангелиях, о жизни Иисуса до 30-летнего возраста почти ничего не сообщается. Затем описываются странствия Иисуса с апостолами, их беседы, сотворённые чудеса. Бо́льшую часть книги занимают разнообразные поучения Иисуса.
В конце книги (глава 221) автор сообщает, что, предвидя искажение своего учения, Иисус сошёл с небес на землю и поручил Варнаве написать подлинное Евангелие, что он и выполнил.

#### Параллели с исламской традицией
Общая концепция книги — изложение библейских и евангельских событий с мусульманских позиций. Практически всюду, где в тексте встречаются разночтения с иудейской или христианской традицией, излагается исламская версия. Множество деталей (например, эпизоды с участием отца Авраама) взято из Корана или из послекоранической исламской традиции. Среди великих пророков упоминается Исмаил, которого, согласно Корану, Авраам (Ибрагим) собирался принести в жертву. Библия в этом эпизоде упоминает не Исмаила (Измаила), а Исаака, но текст еврейской Библии, утверждается в книге, сильно искажён раввинами (глава 44). В частности, «правильная Библия» сообщает, что мессия будет арабом (глава 191).
Основное отличие «Евангелия от Варнавы» от христианской традиции в том, что Иисус в этой книге — не Бог, а великий пророк (главы 52, 93), что совпадает с мусульманским представлением. Сам Иисус в книге возглашает: «Да будет проклят всякий, кто вместе со словами моими будет добавлять, что я — „Сын Божий“!» (глава 53). Кроме того, согласно «Евангелию от Варнавы», Иисус не был распят, вместо него был казнён Иуда Искариот, принявший в момент ареста облик Иисуса, самого же Иисуса четыре ангела извлекли из дома через окно и вознесли живым на третье небо (глава 215). Коран в суре «Женщины» также сообщает, что Иисус не был распят, — это можно трактовать и в том смысле, что вместо Иисуса был казнён другой человек, хотя Коран не называет его имени. Версия о подмене Иисуса на Иуду встречалась у средневековых мусульманских комментаторов Корана ат-Табари и Мукатиля. Соответственно, воскресение в книге (как и в Коране) объявлено выдумкой.
Главной задачей Иисуса, по книге, было возвещение о скором приходе пророка Мухаммеда, многократно названного по имени и с пояснением, что он из арабского племени (глава 142). В псевдоапокрифе Иисус заявляет:

Придёт после меня величайший из всех пророков и святых и прольёт свет на темноту слов всех пророков, ибо он есть Посланник Господа…
Говорю вам, Посланник Божий подобен сиянию… Когда я увидел его, душа моя наполнилась успокоения, и я сказал: «Мухаммад, да пребудет с тобой Господь! Да удостоит он меня чести развязать шнурки обуви твоей, так как, если я удостоюсь этого, я буду великим пророком и святым от Бога».
— Евангелие от Варнавы. Главы 17, 44
Это место вполне соответствует тексту Корана:

6. И вот сказал Иса, сын Марйам: «О сыны Исраила! Я — посланник Аллаха к вам, подтверждающий истинность того, что ниспослано до меня в Торе, и благовествующий о посланнике, который придет после меня, имя которому будет Ахмад».
— Коран 61:6, перевод И. Крачковского

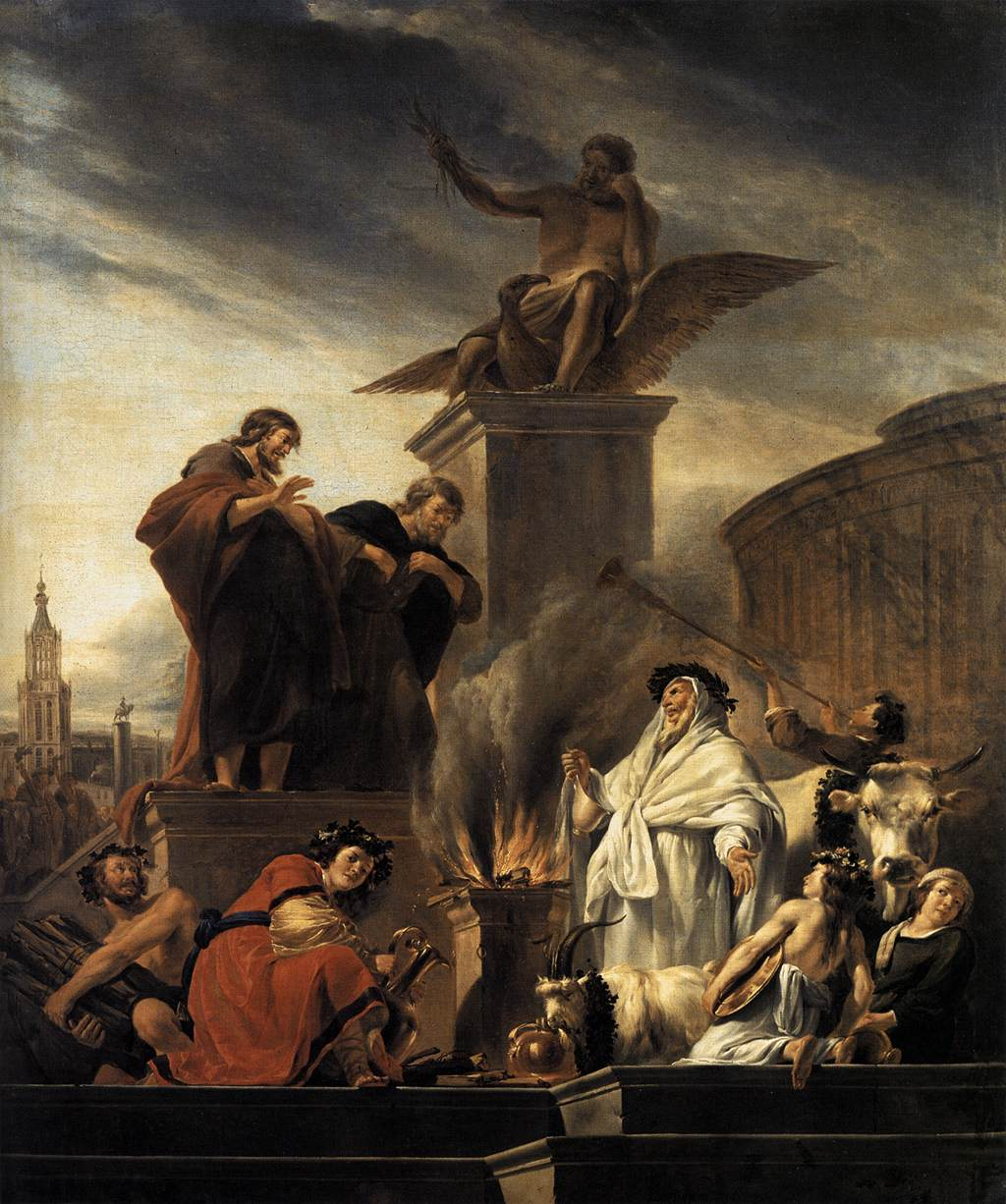
«Апостолы Павел и Варнава проповедуют в храме Зевса, Листра». Художник Николас Берхем, 1650.
Музей искусства и промышленности, Сент-Этьен

Уже на первой странице текст книги содержит резкое осуждение учения апостола Павла — в частности, за то, что он называл Иисуса «Сыном Божьим», разрешил употребление спиртных напитков и мяса нечистых животных:

Многие, обманутые сатаной, под видом набожных людей проповедуют страшное безбожие. Они называют Иисуса сыном Божьим, отвергают обряд обрезания — вечный союз с Богом — и разрешают в употребление всякого рода нечистую пищу. Среди них и сам Павел, находящийся в заблуждении, о чём я не могу не говорить без боли.
— Евангелие от Варнавы. Предисловие
Разрешение на употребление христианами в пищу «нечистых» животных не содержится в канонических Евангелиях, а присутствует только в Апостольских деяниях (видение апостола Петра: Деян. 10:9-16) и отдельных Посланиях (1Кор. 10:25-28 и др.). В традиционных Евангелиях отмена пищевых запретов мотивируется фразой «не то́, что́ входит в уста, оскверняет человека, но то́, что́ выходит из уст, оскверняет человека» (Мф. 15:11); аналогичная фраза приводится и в «Евангелии от Варнавы» (глава 32), но вывод из неё делается совершенно иной: мыть руки перед едой не обязательно («вкушение хлеба немытыми руками не оскверняет человека»). Зато (как и в исламе) обязательно следует выполнить омовение перед молитвой (глава 38).
Иисус, согласно «Евангелию от Варнавы», никогда не пил вина, хотя чудо превращения воды в вино в тексте имеется (глава 15). В рассказе Иисуса о сотворении человека (глава 39) говорится, что Адам увидел на небе шахаду: («Нет Бога, кроме Аллаха, и Мухаммед пророк его»).

#### Несоответствие исламской традиции
В некоторых пунктах автор «Евангелия от Варнавы» отходит от исламской традиции. Он многократно заявляет (например, в главе 97), что не Иисус, а Мухаммед является мессией. Однако в Коране именно Иисус определяется как Мессия (аль-Масих):

Вот сказали ангелы: «О Марйам! Вот, Аллах радует тебя вестью о слове от Него, имя Которого Мессия Иса, сын Марйам, славном в ближнем и последнем мире и из приближённых».
— Коран 3:40(45), перевод И. Крачковского
Глава 3, вопреки Корану (сура 19:23), утверждает, что Мария родила младенца Иисуса без мук.
В главах 22—23 Иисус заявляет, что «необрезанные хуже собаки» и что в Раю им места нет. Однако исламская традиция рассматривает обрезание как желательный, но не обязательный ритуал (ваджиб). В главах 105, 178 и многих других «Евангелия от Варнавы» упоминаются девять небес, хотя Коран говорит, что их семь (см., например, суру 17:44), — возможно, это реминисценция из поэмы Данте, см. ниже. Глава 115, вопреки Корану, предостерегает верующего от многожёнства.
В главе 34 упоминается Люцифер и цитируются (неточно) слова пророка Исайи: «Как упал ты с небес, о Денница, бывший красой ангелов!». Это христианское представление противоречит Корану, который (сура 18:50) определяет Люцифера (Иблиса) не как падшего ангела, но как джинна. Отметим, что, согласно Корану, природа ангелов исключает непослушание Богу. Далее, в главах 35 и 39 история падения Сатаны рассказана подробно: так, сообщается, что до падения Сатана правил пустынным миром 25 000 лет, и только после изгнания Сатаны Бог населил Землю живыми существами и сотворил человека.
В главе 44, в соответствии с Кораном, говорится, что Авраам хотел принести в жертву своего сына Измаила. Однако при упоминании этого же эпизода в главе 99 автор вместо Измаила называет Исаака, то есть версию Корана заменяет на библейскую;
Иисус в книге много рассуждает о первородном грехе, однако это чисто христианское понятие, не свойственное ни исламу, ни иудаизму. Христианские мотивы, отсутствующие в иных религиях, ощущаются и в некоторых других местах «Евангелия от Варнавы» — например, описание дня Страшного Суда (глава 53) имеет много совпадений с «Апокалипсисом» Иоанна.

#### Особенности текста, не имеющие параллелей
Некоторые подробности, сообщаемые в тексте, не имеют аналогов ни в Евангелиях, ни в Коране.
Дева Мария, согласно «Евангелию от Варнавы», вышла замуж не до, а после  Благовещения.
Глава 10: в возрасте 30 лет Иисус повстречал архангела Гавриила, который «вложил в сердце» Иисуса некую книгу. После этого Иисус обрёл осознание своей миссии и дар пророка: «Всё, что я говорю, целиком исходит из книги той».
В главе 23 содержится оригинальная легенда о происхождении ритуала обрезания от попытки Адама после грехопадения искалечить себя (попытку пресёк архангел Гавриил).
В главе 51 («Иисус жалеет Сатану») рассказывается, что Иисус молил Бога сжалиться над Сатаной, и Бог сказал, что если дьявол покается, то он будет прощён и принят обратно на небеса. После этого Иисус призвал Сатану, но тот решительно отказался каяться.
Книга содержит фантастическую историю (главы 93—97): слава Иисуса в Иудее достигла такого уровня, что прокуратор Понтий Пилат, царь Ирод и первосвященник совместно явились к Иисусу, причём первосвященник на коленях спрашивал Иисуса, кто он — Бог, Сын Божий или пророк. Иисус заявил, что он обычный человек, и тогда по просьбе первосвященника и прокуратора римский сенат издал постановление, «чтобы никто под страхом смерти впредь не называл Иисуса Назарянина, пророка иудейского, Богом или Сыном Божьим»; этот приказ был затем отчеканен на медной доске и выставлен в Иерусалимском Храме. В главе 210 в дополнение к этой легенде сообщается, что был и второй указ римского сената — в нём провозглашалось, что Иисус из Назарета есть пророк, и несогласные с этим подлежат смертной казни.
В главе 145 цитируется неизвестная науке «малая книга пророка Илии» с наставлениями ищущим Бога.
Согласно главе 189, Иисус повторил чудо Иисуса Навина и остановил ход Солнца на 12 часов, повергнув в ужас всю Иудею (о реакции других стран не сообщается).

### Научное исследование документа

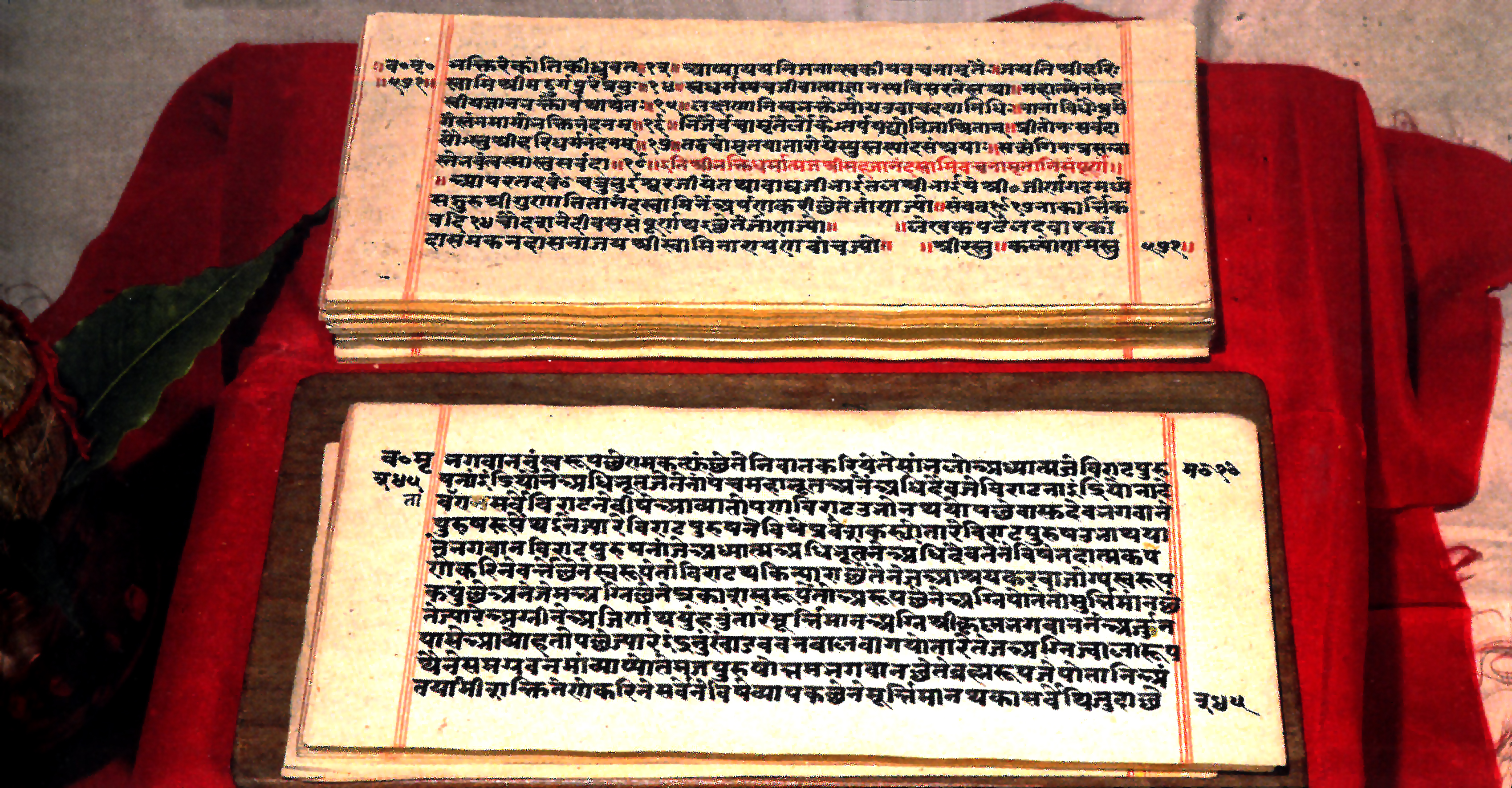

Первые исследования текстологов, выполненные в начале XX века, показали, что текст написан в средневековой Европе. Это мнение основано на многочисленных ошибках и анахронизмах, обнаруженных в документе, причём значительная их часть не может быть объяснена небрежностью переводчика или переписчика. Вот некоторые из них:
- автор текста плохо знает Палестину I века. Он полагает, что Назарет стоит на берегу Тивериадского озера (глава 20), тетрарха Ирода называет язычником (главы 131 и 217), путает имена библейских персонажей, названия библейских книг и т. п.[19] Автор дважды упоминает о дружбе пророков Аггея и Осии, хотя их разделяют два века (главы 187—188). Настоящий Варнава, образованный иудей, ученик Гамалиила, не мог сделать подобных грубых ошибок;
- документ сообщает, что в момент рождения Иисуса в Иудее правил Понтий Пилат, хотя на самом деле Пилат был назначен прокуратором после 26 года н. э.;
- как уже говорилось выше, в книге утверждается, что Иисус не был мессией. Однако в предисловии автор пишет: «Возлюбленный Господь наш, Великий и Всемогущий, посетил нас в сии дни через пророка своего Иисуса Христа». Очевидно, автор не подозревает, что титул «Христос» — греческий перевод слова «Мессия» (ивр. מָשִׁיחַ‎). Реальный Варнава жил на Кипре и греческий язык знал в совершенстве;
- ученики Иисуса собирают для костра сосновые шишки (глава 113);
- в главе 152 упоминаются винные бочки: «И выкатились солдаты из Храма, как катятся деревянные бочки, когда моют их, чтобы наполнить вином». Это естественно для средневековой Европы, однако в Палестине I века вино всегда хранили в кожаных мехах или в кувшинах, а не в бочонках (дерево было дефицитным товаром);
- в главах 91—92 упоминается 40-дневный Великий пост:

91. И было в то время великое возмущение в Иудее ради Иисуса… Бунт был столь силён, что в канун Сорокаднева вся Иудея вооружилась, так что сын был против отца, и брат против брата…

92. И в это время, по слову святого Ангела, мы с Иисусом скрылись на горе Синай. Там Иисус и ученики его провели Сорокаднев.
Однако ежегодного 40-дневного поста у тогдашних иудеев не было, а среди христианских поместных церквей этот пост утвердился только в IV веке;
- в главе 82 упоминается «юбилейный год, отмечаемый каждые сто лет». Евреи, в соответствии с указанием книги Левит (25:11), отмечали юбилейный год раз в 50 лет, а интервал в 100 лет установил римский папа Бонифаций VIII в 1300 году;
- одним из влиятельных и популярных исторических лиц Иудеи I века был Иоанн Креститель (в Коране названный Яхья), главный союзник Иисуса на начальном этапе его деятельности. Иосиф Флавий в своих хрониках уделил ему немало внимания. Однако в «Евангелии от Варнавы» Иоанн не упоминается ни разу, а часть его высказываний приписана Иисусу;
- анализ цитат из Ветхого Завета выявил, что они взяты не из еврейского или греческого текста, а из латинского перевода (Вульгаты), созданного в IV веке[22].

Помимо анахронизмов, в тексте были обнаружены явные аллюзии и даже почти точные цитаты из «Божественной Комедии» Данте (XIV век). Например, поэтическое определение Данте «dèi falsi e bugiardi» (боги ложные и лживые, «Ад», 1:72) точно цитируется в главах 23 и 217 «Евангелия от Варнавы». Космография Ада и Рая также может быть вдохновлена поэмой Данте — девять небес (вместо семи, как в Коране), семь кругов Ада для каждого из семи смертных грехов (у Данте — девять), глубина размещения грешников зависит от тяжести греха:

Итак, знай, что Ад один, однако он имеет семь центров, один под другим. Отсюда, равно как грех бывает семи видов, как семь ворот Ада поставил сатана, так внутри них существует семь наказаний.
— Евангелие от Варнавы, глава 135
В тексте документа обнаружились также мотивы, родственные произведениям гностиков или эбионитов, поэтому высказывались предположения, что в основе текста лежит какой-то древний апокриф, подвергшийся тенденциозному редактированию.
Отметим, что ни один из мусульманских авторов до XVII века не упоминает о существовании «Евангелия от Варнавы», и этот факт трудно объяснить, если допустить, что рукопись написана в I веке.
Часть мусульманских учёных и богословов согласились с доводами исследователей о подложности текста, но многие продолжают отстаивать подлинность «Евангелия от Варнавы». Их доводы сводятся к тому, что оригинальный текст «Евангелия от Варнавы» был искажён перепиской и переводами, что и объясняет появление анахронизмов.

### Проблема авторства
Испанский профессор М. де Эпальса при детальном анализе итальянского текста обнаружил признаки того, что родным языком автора был испанский. По этой причине он (как и многие другие исследователи) считает наиболее вероятным автором текста мориска — испанского мавра XVI века, принявшего христианство под давлением властей, но втайне продолжавшего исповедовать ислам. Находясь в Италии (скорее всего, для обучения), он и организовал фальсификацию. Сходный случай имел место в 1658 году в Гранаде, когда два мориска, Алонсо де Кастильо и Мигель де Луна, сфабриковали фрагменты Евангелия на арабском языке. Эта версия объясняет, почему текст в некоторых местах противоречит Корану, — автор просто не имел возможности глубоко изучить исламскую литературу.
Среди возможных кандидатур доктор де Эпальса называет имя мориска Хуана Переса (исп. Juan Pérez) из Толедо, автора первого упоминания о «Евангелии от Варнавы» (около 1634 года). Хуан Перес позже переехал в Тунис, вернулся к исламу и сменил имя на Ибрагим аль-Тайбили. По другой гипотезе, Мустафа де Аранда, упоминаемый в испанской версии как переводчик, в действительности и является настоящим автором текста.
Свою версию происхождения документа предложил Р. Блэкхерст. Он полагает, что «Евангелие от Варнавы» сочинено для политической провокации в ходе одной из ватиканских интриг.

## Турецкий манускрипт 2012 года
В 1985 году турецкие СМИ опубликовали сенсационное сообщение о находке «истинного Евангелия» от Варнавы. Шум утих, когда выяснилось, что найденная рукопись содержит только канонические Евангелия.
История повторилась в феврале 2012 года, когда турецкая полиция передала учёным для изучения христианскую рукопись, как утверждалось, на арамейском языке, конфискованную у контрабандистов, которые намеревались её продать. Турецкие журналисты сразу же объявили, что рукопись может содержать «Евангелие от Варнавы», а некоторые даже заявили, что именно это евангелие и найдено.
Новый широкий всплеск кампании произошёл в мае 2012 года, когда иранское пресс-агентство «The Basij Press» объявило, что в связи с данной находкой христианство ожидает крах, а ислам восторжествует во всём мире. В феврале 2013 года иранские СМИ начали новую пропагандистскую кампанию, предоставляя мировой общественности фантастические версии происходящих событий. По одной из этих версий, Папа Римский Бенедикт XVI ушёл в отставку, потому что прочитал «истинное» Евангелие от Варнавы и убедился в скором крахе христианства; по другой версии, Турция подвергается мощному давлению западных «врагов ислама», требующих от неё скрыть и не публиковать Евангелие от Варнавы.
В действительности никаких оснований для подобного рода сообщений не было, поскольку ни один специалист не давал своего заключения, а единственная опубликованная фотография текста содержит начало Евангелия от Матфея. Судя по всему, эта рукопись содержит копию «Сирийской Библии» (Пешитты), уже известной в науке, и «Евангелия от Варнавы» в ней нет. Более того, имеются серьёзные основания сомневаться в подлинности этой копии: язык рукописи изобилует ошибками, а оформление (чернила, шрифт, подозрительно мягкая кожа) очень похоже на оформление нескольких фальшивок, разоблачённых в конце XX века. Австрийский специалист по древним рукописям А. Шемункашо (Аho Shemunkasho), изучив написание текста, высказал мнение, что документ является неумелой фальсификацией и искусственно «состарен» с помощью нагревания.
Другой специалист-текстолог по сирийским рукописям, доктор Асад Саума, сообщил, что прежние владельцы книги приносили ему на экспертизу фотокопии 10 страниц манускрипта. На фотографиях были видны фрагменты из традиционных евангелий и рисунки. Тогда Асад Саума отметил ряд грубых ошибок в сирийском тексте и не рекомендовал покупать сомнительную рукопись. Доктор Саума назвал всю эту газетную кампанию пустым шумом, вызванным «предельным невежеством» и необузданной фантазией. С конца 2013 года никаких новых сообщений о турецкой находке больше не появлялось.

## Реминисценции
По мотивам «Евангелия от Варнавы» в Иране был снят кинофильм Мессия (2007).
Режиссёр фильма Надер Талибзаде заявил в интервью: «Евангелие от Варнавы — это недостающее звено, которое мир пока не готов принять. Необходимо обратить внимание на это литературное произведение». В 2008 году кинофильм был показан в Казани и Москве.

### Текст в Интернете
- Lonsdale and Laura Ragg. The Gospel of Barnabas (англ.). Архивировано 24 февраля 2012 года.
- Русский неполный перевод «Евангелия от Варнавы».

### Академические издания текста
- Ragg Lonsdale, Ragg Laura. The Gospel of Barnabas. — Oxford: Clarendon Press, 1907.
- Eugenio Giustolisi and Giuseppe Rizzardi. Il vangelo di Barnaba. Un vangelo per i musulmani? — Milano: Istituto Propaganda Libraria, 1991.
- Cirillo L., Fremaux M. Evangile de Barnabe: recherches sur la composition et l’origine. — Paris, 1977. — 598 p.
- Bernabe Pons L. F. El Evangelio de San Bernabe; Un evangelio islamico español. — Universidad de Alicante, 1995. — 260 p.

### Полный русский перевод
- Евангелие от Варнавы. — 2-е изд. — М.: Ансар, 2007. — 288 с. — ISBN 5-98443-021-5.

### Текстологические исследования
- Историография исследований Евангелия от Варнавы // Сб. «Россия и арабский мир. Научные и культурные связи», вып. 4. СПб.: 1999.
- К истории написания позднего апокрифа Евангелие от Варнавы // Международная научно-практическая конференция «Россия, Восток и Запад: традиции, взаимодействие, новации». Тезисы докладов. Владимир: 1997.